# Mermaid Beach
Mermaid Beach è una località balneare della Costa d'Oro nello stato del Queensland in Australia. Secondo il censimento del 2016 Mermaid Beach aveva 6 533 abitanti.

## Storia
Mermaid Beach prende il nome dal veliero HMS Mermaid, a bordo del quale si trovava l'esploratore John Oxley quando nel 1823 scoprì i vicini fiumi Tweed e Brisbane.
Mermaid Beach accolse quindi, durante la seconda guerra mondiale, tecnici e militari statunitensi che la rinominarono Los Angeles Beach (lo stesso avvenne per la vicina Miami Beach).